# Haun Saussy
Caleb Powell Haun Saussy (nascido em 15 de fevereiro de 1960) é um professor universitário na Universidade de Chicago, onde leciona nas áreas de línguas e civilizações do leste asiático, pensamento social e literatura comparada. É um renomado estudioso da literatura e cultura chinesas, especialmente da poesia e comentário clássicos, da teoria literária e das tradições orais. É, também, interessado em problemas de tradução, linguística, história dos meios de comunicação e ética médica. É autor de vários livros, como O Problema de uma Estética Chinesa (1993), Grandes Muralhas do Discurso e Outras Aventuras na China Cultural (2001), A Etnografia do Ritmo: Oralidade e Suas Tecnologias (2016) e Tradução como Citação: Zhuangzi de Dentro para Fora (2017). Editou e traduziu obras de autores chineses como Li Zhi, Ernest Fenollosa e Ezra Pound. É ex-presidente da Associação Estadunidense de Literatura Comparada (2009-2011) e membro da Academia Estadunidense de Artes e Ciências.

## Biografia
Nasceu em 1960 em Nashville, Tennessee, filho de um músico e uma socialite. Formou-se em literatura grega e comparada na Universidade Duke em 1981 e fez seu doutorado em literatura comparada na Universidade Yale.

## Honradez
Saussy recebeu várias honras ao longo de sua carreira acadêmica. Algumas delas são:
- Prêmio René Wellek da Associação Estadunidense de Literatura Comparada, por seu livro Tradução como Citação (2018);
- Bolsa John P. Birkelund da Academia Estadunidense em Berlim (2018);[4]
- Prêmio Scaglione de Estudos Comparados da Associação de Língua Moderna, por seu livro A Etnografia do Ritmo (2016);
- Membro da Academia Estadunidense de Artes e Ciências (desde 2009);
- Presidente da Associação Estadunidense de Literatura Comparada (2009-2011).